# Look Back
Look Back (ルックバック) est un manga écrit et dessiné par Tatsuki Fujimoto. Il est prépublié sur le site Shōnen Jump+ le 19 juillet 2021 puis commercialisé en volume relié le 3 septembre 2021 par Shūeisha. La version française est publiée par Kazé le 9 mars 2022. Il s'agit d'un des deux one shots écrits par Fujimoto pendant la pause de sérialisation de sa série à succès Chainsaw Man, précédant Adieu Eri.
Une adaptation en film d'animation réalisée par Kiyotaka Oshiyama et produite par le studio Durian sort le 28 juin 2024 au Japon.

## Synopsis
Une élève du primaire du nom de Fujino possède du talent pour dessiner des mangas qu'elle publie dans le journal de l'école. Admirée par ses camarades, elle se retrouve en concurrence avec une autre élève nommée Kyômoto, une fille terrée dans sa chambre pratiquant le dessin sans relâche qui commence à publier son propre manga à côté des planches de Fujino. Furieuse en voyant le talent de sa camarade, Fujino décide de redoubler d'effort dans le manga. Malgré les améliorations, elle n'atteint pas les standards artistiques de Kyômoto et décide d'abandonner le dessin. En fin d'année, Fujino est chargée de remettre à Kyômoto, qui n'a jamais quitté sa maison, son diplôme. Fujino entre dans la maison de Kyômoto et trouve des piles de carnets de croquis. Elle y gribouille rapidement un strip se moquant de Kyômoto, mais celui-ci entre par inadvertance dans la chambre de l'intéressée, l'alertant de la présence de Fujino. Les deux enfants se rencontrent pour la première fois et Fujino découvre que sa camarade est une grande fan qui suivait son manga dans le journal de l'école depuis un certain temps. Extrêmement flattée par l'idolâtrie enthousiaste de Kyômoto à son égard, Fujino prétend avoir l'intention de soumettre des mangas à des concours et reprend alors le dessin. Les deux filles se lient d'amitié et, au lycée, créent plusieurs mangas courts ensembles, mais le destin va finir par les séparer.

## Personnages
Ayumu Fujino (藤野 歩, Fujino Ayumu)
Voix japonaise : Yūmi Kawai, voix française : Emmylou Homs
Fujino est une adolescente surdouée et a une confiance absolue en ses capacités. Elle s'occupe de la rubrique manga du journal de son école.
Kyômoto (京本, Kyōmoto)
Voix japonaise : Mizuki Yoshida (ja), voix française : Youna Noiret
Kyômoto est une élève de la même école de Fujino. Elle est une « élève fantôme » qui fait ses cours à distance, restant toujours chez elle (d'où le fait qu'elle est qualifiée de hikikomori par Fujino). Elle va partager la rubrique manga du journal de l'école avec Fujino.

## Publication
Ce one-shot de 143 pages est publié sur le site web Shōnen Jump+ le 19 juillet 2021,. Le manga est ensuite publié en format tankōbon le 3 septembre 2021 par Shūeisha.
La version française est annoncée en décembre 2021 par Kazé et elle est publiée le 9 mars 2022.

## Film d'animation

### Production
En février 2024, une adaptation en film d'animation est annoncée, produite par le studio d'animation Studio Durian et réalisée par Kiyotaka Oshiyama qui est chargé du scénario et de la conception des personnages. La musique est composée par Haruka Nakamura et le thème principal, intitulé Light song, est interprété par Uara. Lors de l'avant-première japonaise du film le 1er juin 2024, Oshiyama explique avoir travaillé sur le film jusqu'à la veille de l'avant-première, logeant pendant plus de deux mois dans les locaux du studio où le film était produit sans rentrer chez lui. Il explique également que la plupart des animateurs et artistes ont préféré travailler à distance, et ce alors qu'il avait mis en place des bureaux au sein de son studio, au sein duquel il s'est retrouvé seul avec le producteur d'animation pendant toute la production du film. Un unique producteur d'animation général s'est chargé de la logistique de l'animation, sans assistants de production, fait rare dans une production commerciale de cette envergure. Oshiyama a également tenu à restreindre le nombre d'animateurs et de directeurs d'animation pour limiter le nombre de réunions et d'intermédiaires et maximiser le temps disponible pour dessiner, mais le film a été animé sur un an, soit une durée standard pour une production du genre.
Un aspect particulier de l'animation de Look Back est de ne pas utiliser le schéma classique d'animation japonaise de genga (images clé souvent dessinées par des animateurs expérimentés) et dōga (intervalles, constituant les images entre chaque genga pour former l'animation en tant que tel en prenant le genga comme base et en le simplifiant, souvent réalisés par des animateurs plus nombreux et moins réputés), mais d'utiliser directement les genga comme des dōga, pour préserver le plus possible le style distinctif, marqué, et parfois même brouillon des animateurs participant au projet, et laisser un côté plus "humain" au trait du dessin, un aspect qu'Oshiyama juge crucial quand le film sort en plein boom des intelligences artificielles génératives. Le film possède ainsi un crédit de gendōga (原動画) mélangeant les deux termes, indiquant que les intervallistes ont directement travaillé sur les images clé au lieu de les décalquer.  Ce processus a été permis par la productivité d'Oshiyama lui-même et de l'animateur Toshiyuki Inoue (en), qui ont à eux deux dessinés plus de 500 de ces gendōga sur les 700 contenues dans le film, Oshiyama en ayant réalisé seul plus de la moitié,.

### Distribution
Le film, moyen métrage de 59 minutes, sort au Japon le 28 juin 2024. Il est également diffusé lors du Festival international du film d'animation d'Annecy entre le 9 et 15 juin 2024, où il est présenté hors compétition dans la catégorie « Annecy Présente »,. Une diffusion au cinéma en France a lieu les 21 et 22 septembre 2024. Le film est ensuite proposé en streaming en France et dans le monde entier le 7 novembre 2024 sur Prime Video.

## Réception

### Manga
Look Back a eu du succès au Japon avec 2,5 millions de lectures à la première date de publication et plus de 4 millions de lectures en l'espace de deux jours,,.
Le 2 août 2021, la Shūeisha annonce qu'une scène représentant un homme victime d'un « épisode paranoïaque » entrant dans une école d'art avec une hache en affirmant qu'un étudiant a plagié ses créations, avait été modifiée après la publication en raison des commentaires des lecteurs. Certains lecteurs ont souligné des similitudes entre cette scène et l'Incendie criminel de Kyoto Animation. Si l'attaque de l'homme est bien présente dans la nouvelle version, il n'est plus question de paranoïa et la motivation due au plagiat remplacée par le fait d'avoir été pris de haut. Ça permet également d'éviter de dépeindre un homme schizophrène comme un meurtrier de masse pouvant stigmatiser la maladie mentale.
Look Back a dominé la liste des meilleurs mangas pour les lecteurs masculins 2022 du Kono Manga ga Sugoi! de Takarajimasha. Il s'est classé n°29 sur la liste 2022 du Livre de l'année du magazine Da Vinci. Il a remporté le prix spécial Twitter Japan's Trend Awards 2021. Le manga s'est classé premier sur The Best Manga 2022 Kono Manga wo Yome! dans le magazine Freestyle. Il a également été nommé pour le 15ème Grand prix du manga en 2022 et s'est classé deuxième avec 68 points,.
Le rédacteur et éditeur Kazushi Shimada l'a classé premier dans son top 10 des mangas de 2021. Sheena McNeil de Sequential Tart lui a donné un 7 sur 10. McNeil a comparé l'histoire à Chainsaw Man du même auteur, déclarant que même si Look Back n'est pas une histoire de gore et de violence, elle a le même type de narration qui « prend un personnage qui est antipathique pour nous le faire apprécier en défiant son point de vue et en le faisant grandir ». McNeil a également fait l'éloge du dessin notant un « beau réalisme » et son rythme visuel.

### Film d'animation
Il est le film le plus vu au Japon la semaine de sa sortie, et après trois semaines d'exploitation, il dépasse le milliard de yens de recettes au box-office national, malgré une sortie limitée à 119 cinémas,. Le distributeur explique ce succès inattendu par les bonnes critiques et le bouche-à-oreille très favorable à film et le fait que la durée réduite du film (58 minutes) permet aux cinémas de le programmer jusqu'à 10 fois par jour,.
Fin novembre 2024, le film totalise 1,19 million d'entrées au Japon pour 2 milliards de yen de recettes au box-office domestique, et 2,32 millions de spectateurs à l'étranger pour 2,3 milliards de yen de recettes au box-office international. 